# Bosques húmedos Gondwana de Australia

La Reserva de Selva Tropical Central Oriental incluye ocho áreas separadas que suman 3.665 kilómetros cuadrados, agrupados en torno al límite entre los estados australianos de Nueva Gales del Sur y de Queensland. Fueron inscritos por la Unesco como Patrimonio de la Humanidad en el año 1986, con el nombre de Bosques húmedos Gondwana de Australia. Abarcaban los sitios de Nueva Gales del Sur, 3.600 km² y ampliada en 1994 por los sitios de Queensland, 592 km².
La UNESCO lo describe así:

Este sitio comprende varias zonas protegidas y está ubicado principalmente a lo largo de la gran escarpadura de la costa oriental australiana. Las características geológicas excepcionales del entorno de los cráteres volcánicos de tipo escudo y la gran cantidad de especies raras y en peligro de extinción del sitio le confieren una importancia internacional en el campo de la ciencia y la conservación.
Bosques lluviosos del Gondwana de Australia

- 368-001: Parque nacional Border Ranges (31 229 ha)
- 368-002: Reserva natural Limpinwood (2646 ha)
- 368-003: Reserva natural Numinbah  (858 ha)
- 368-004: Reserva de flora Mount Nothofagus  (650 ha)
- 368-005: Parque nacional Monte Advertencia (NWS) (2380 ha)
- 368-006: Parque nacional Nightcap (NWS)  (4945 ha)
- 368-007: Parque nacional Washpool (NWS) (27 715 ha)
- 368-008: Parque nacional Montes Gibraltar (NWS) (17 273 ha)
- 368-009: Reserva natural Iluka (136 ha)
- 368-010: Parque nacional Nueva Inglaterra (NWS) (29 985 ha)
- 368-011: Parque nacional Dorrigo (NWS) (7885 ha)
- 368-012: Reserva natural Mt Hyland  (16* 36 ha)
- 368-013: Parque nacional Werrikimbe (NWS) (35 178 ha)
- 368-014: Reserva natural Mt Seaview (1703 ha)
- 368-015: Parque nacional Willi Willi (NWS) (anteriormente Banda Banda Flora Reserve) (1610 ha)
- 368-016: Parque nacional Cumbres Barrington (NWS) (39 120 ha)
- 368-017: Parque nacional Springbrook (QLD) (parte) (2480 ha)
- 368-018: Parque nacional Lamington (QLD) (20 500 ha)
- 368-019: Parque nacional Monte Chinghee (QLD) (1110 ha)
- 368-020: Parque nacional Monte Barney (QLD) (parte) (9710 ha)
- 368-021: Parque nacional Cadena Principal (QLD) (11 500 ha)
- 368-022: Parque nacional Mount Mistake  (parte) (5500 ha)
- 368-023: Parque medioambiental Turtle Rock (68,8161 ha)
- 368-024: Parque medioambiental Telemon (146,6 ha)
- 368-025: Bosque estatal Goomburra (2067 ha)
- 368-026: Bosque estatal Spicers Gap (257 ha)
- 368-027: Bosque estatal Gilbert  (84 ha)
- 368-028: Bosque estatal Emu Vale (268 ha)
- 368-029: Bosque estatal Gambubal   (2260 ha)
- 368-030: Bosque estatal Teviot  390 ha)
- 368-031: Bosque estatal Killarney  (493,7 ha)
- 368-032: Bosque estatal Burnett Creek  (1076 ha)
- 368-033: Bosque estatal Cronan Creek  (795 ha)
- 368-034: Bosque estatal 'Palen Creek'  (326 ha)
- 368-035: Reservas Rabbitt Board Paddock  (143,112 ha)
- 368-036: Prison Purposes Land (48,125 ha)
- 368-037: Reserva de flora Wilsons Peak   (185 ha)
- 368-038: Reserva de flora Mount Clunie  (485 ha)
- 368-039: Reserva de flora Amaroo   (36 ha)
- 368-040: Reserva de flora Fenwicks Scrub  (110 ha)
- 368-041: Reserva de flora Kerripit Beech   (243 ha)